# Appius Claudius Pulcher (Konsul 38 v. Chr.)
Appius Claudius Pulcher († nach 32 v. Chr.) war ein römischer Senator aus dem patrizischen Geschlecht der Claudier und war 38 v. Chr. Konsul.

## Leben
Appius Claudius Pulcher war der Sohn des Gaius Claudius Pulcher, der u. a. 58 v. Chr. ein Legat Gaius Iulius Caesars sowie 56 v. Chr. Prätor war. Der Großvater des Appius Claudius Pulcher war der gleichnamige Konsul von 79 v. Chr.
Während seiner Verbannung drückte der Redner Marcus Tullius Cicero 58 v. Chr. in mehreren Briefen an seinen Freund Titus Pomponius Atticus die Befürchtung aus, dass sein Bruder Quintus wegen dessen Amtsführung als Statthalter der Provinz Asia durch Appius Claudius Pulcher vor Gericht gestellt werden könnte.
Ein jüngerer Bruder des Appius Claudius Pulcher hatte wohl ursprünglich ein anderes Pränomen geführt, vielleicht Gaius, bis er von seinem Oheim, dem Konsul von 54 v. Chr., adoptiert wurde und nun ebenfalls das Pränomen Appius annahm. Um die nun namensgleichen Brüder eindeutig bezeichnen zu können, wurde der ältere (hier behandelte) Appius maior genannt und bisweilen auch seine Filiation (der Vatersname Gaius) ergänzt. Nachdem der berüchtigte Volkstribun Publius Clodius Pulcher, im Jänner 52 v. Chr. bei einer Schlägerei mit Anhängern seines Gegners Titus Annius Milo getötet worden war, beteiligten sich Appius Claudius Pulcher und sein jüngerer Bruder als Kläger am nun folgenden Gerichtsverfahren gegen Milo, da Clodius ihr Oheim gewesen war. Milo wurde verurteilt und musste in die Verbannung gehen.
Als Nächstes wird Appius Claudius Pulcher wohl 50 v. Chr. erwähnt, denn wahrscheinlich war er es, der in diesem Jahr ein Heereskontingent aus Gallien zurückbrachte, das Gnaeus Pompeius Magnus seinem Triumviratskollegen Caesar geliehen hatte. In dem bald danach ausbrechenden Bürgerkrieg zwischen Pompeius und Caesar könnte Appius Claudius Pulcher nach einer Vermutung des Althistorikers Friedrich Münzer anfangs der Partei der Pompeianer beigetreten sein, doch fehlen sichere Nachrichten. Sueton überliefert im erhaltenen Abschnitt seiner Grammatiker- und Rhetorenviten, die Teil seines biographischen Sammelwerks De viris illustribus waren, dass Appius Claudius Pulcher und sein Bruder – wohl in den frühen 40er Jahren v. Chr. – den Redelehrer Marcus Antonius Gnipho in Griechenland hörten.
Nach dem Tod Caesars trat Appius Claudius Pulcher zur Partei des nachmaligen Triumvirn Marcus Antonius über, ohne deswegen mit den Caesarmördern völlig zu brechen, wie aus einem von Cicero 43 v. Chr. verfassten Empfehlungsschreiben für ihn hervorgeht, das an Decimus Iunius Brutus Albinus gerichtet war. Die Tatsache, dass er 38 v. Chr. zum Konsul gewählt wurde, setzt voraus, dass er sich später gänzlich auf die siegreiche Seite der Triumvirn geschlagen hatte. Als Prokonsul war er sodann in Spanien militärisch erfolgreich und durfte zur Belohnung 32 v. Chr. einen Triumph abhalten. In Herculaneum wurden zwei Inschriften gefunden, laut denen dort ein Theater von ihm errichtet bzw. nach seinem Ableben ein Standbild von ihm aufgestellt wurde. Auf beiden Inschriften führt er auch den römischen Titel eines Imperators.